# Châtenay (Isère)
Châtenay ist eine französische Gemeinde mit 432 Einwohnern (Stand: 1. Januar 2022) im Département Isère in der Region Auvergne-Rhône-Alpes; sie gehört zum Arrondissement Vienne und zum Kanton Bièvre. Die Einwohner werden Chatenois genannt.

## Geografie
Die Gemeinde Châtenay liegt am Nivollon, der in das FRlusssystem Rival, Raille und Oron mündet, etwa 29 Kilometer südöstlich von Vienne. Umgeben wird Châtenay von den Nachbargemeinden Sardieu im Norden, Saint-Siméon-de-Bressieux im Osten, Marnans im Süden sowie Viriville im Westen.

## Bevölkerungsentwicklung
| Jahr                       | 1962 | 1968 | 1975 | 1982 | 1990 | 1999 | 2011 | 2021 |
| -------------------------- | ---- | ---- | ---- | ---- | ---- | ---- | ---- | ---- |
| Einwohner                  | 251  | 266  | 277  | 301  | 281  | 303  | 436  | 434  |
| Quellen: Cassini und INSEE |      |      |      |      |      |      |      |      |

## Sehenswürdigkeiten
- neogotische Himmelfahrts-Kirche aus dem 19. Jahrhundert, Monument historique seit 2003